# Andrena merula
Andrena merula är en biart som beskrevs av Warncke 1969. Andrena merula ingår i släktet sandbin, och familjen grävbin. Inga underarter finns listade i Catalogue of Life.